# 戈亚斯州皮拉尔
戈亚斯州皮拉尔（葡萄牙語：Pilar de Goiás）是巴西戈亚斯州的一个市镇。总面积906.648平方公里，总人口2226人，人口密度2.5人/平方公里。